# Île d'Anhatomirim
L'Île d'Anhatomirim se situe dans l'océan Atlantique, sur le littoral sud du Brésil, entre l'île de Santa Catarina et le continent, dans la baie Nord. Elle fait partie de la municipalité de Governador Celso Ramos.
Cette île rocheuse abrite depuis le XVIIIe siècle une des principales forteresses du sud du Brésil, construite pour protéger l'entrée de la baie Nord et la ville de Nossa Senhora do Desterro, aujourd'hui Florianópolis. Récemment restaurée, la forteresse de Santa Cruz de Anhatomirim est l'un des principaux monuments historiques de Florianópolis.
Depuis 1992, elle abrite une aire protégée (Area de Proteção Ambiental de Anhatomirim) destinées à la conservation des dauphins tucuxis et tursiops.